# Everybody Hates Chris
Everybody Hates Chris är en amerikansk sitcom som inspirerats av komikern Chris Rock. 

## Rollista(urval)
- Tyler James Williams - Chris
- Tequan Richmond - Drew, Chris lillebror
- Terry Crews - Julius, Chris pappa
- Tichina Arnold - Rochelle, Chris mamma
- Imani Hakim - Tonya, Chris lillasyster
- Vincent Martella - Greg Wuliger, Chris bästa vän

## Handling
Sitcomen handlar om Chris, en tolvårig pojke (i den första säsongen), som bor i Brooklyn. 